# Jared Jordan
Jared Ahern Jordan (ur. 14 października 1984 w Hartford) – amerykański koszykarz występujący na pozycjach rozgrywającego.
W 2007 został wybrany w drafcie do ligi USBL z numerem 38 (IV runda) przez Albany Patroons.
Przez kilka lat występował w letniej lidze NBA. Reprezentował barwy Los Angeles Clippers (2007), Phoenix Suns (2008), Golden State Warriors (2009).

## Osiągnięcia
Stan na 10 listopada 2020, na podstawie, o ile nie zaznaczono inaczej.
NCAA
- Mistrz sezonu zasadniczego konferencji Metro Atlantic Athletic (MAAC – 2007)
- Zawodnik roku MAAC (2007)[4]
- MVP Orlando Classic (2007)
- Laureat Haggerty Award (2007)[5]
- Zaliczony do:
  - I składu:
    - MAAC (2006, 2007)
    - turnieju:
      - MAAC (2006, 2007)
      - Orlando Classic (2007)

    - debiutantów MAAC (2004)

  - III składu MAAC (2005)
  - składu Honorable Mention All-American (2007 Associated Press)
- Lider:
  - NCAA w asystach (2006 – 8,5, 2007 – 8,7)[6]
  - wszech czasów konferencji Metro Atlantic Athletic w średniej asyst (6,9)

Drużynowe
- Wicemistrz:
  - Ligi Bałtyckiej (2008)
  - Litwy (2008)
- Zdobywca Pucharu Ligi Bałtyckiej (2008)
- Finalista pucharu:
  - Litwy (2008)
  - Niemiec (2012)

Indywidualne
- Zaliczony do:
  - I składu ligi niemieckiej BBL (2013)
  - II składu ligi niemieckiej BBL (2012, 2014)
- Uczestnik meczu gwiazd ligi niemieckiej (2012/2013, 2013/2014)
- Lider:
  - w asystach ligi:
    - EuroChallenge (2012)
    - niemieckiej  (2012–2014, 2016–2018)
    - greckiej (2011)
    - hiszpańskiej (2015)

  - wszech czasów ligi niemieckiej w asystach